# David Mazzucchelli
David Mazzucchelli (Providence, 21 settembre 1960) è un fumettista e illustratore statunitense.
La sua fama nel mondo dei comics è principalmente legata alla realizzazione di due tra le più importanti saghe supereroistiche degli anni ottanta, entrambe scritte da Frank Miller: Daredevil: Born Again (1986) e Batman: Anno uno (1987).

## Biografia e carriera
Mazzuchelli ha studiato alla Rhode Island School of Design a New York e ha cominciato a lavorare nel mondo dei comics nei primi anni ottanta, alla Marvel Comics, divenendo disegnatore regolare di Daredevil, realizzando le storie del prolifico Denny O'Neil: il culmine della sua produzione nella storie dell'"Uomo senza paura" è però senza dubbio il ciclo di storie Daredevil: Born Again (1986), sceneggiate da Frank Miller.
Il suo stile è stato subito caratterizzato da un tratto modulato nello stile di Alex Toth e in sequenze di taglio decisamente espressionista.
Passati alla DC Comics, le doti del duo Miller-Mazzuchelli si evidenziano anche l'anno successivo nella saga Batman: Anno uno (1987).
Mazzuchelli abbandona il genere supereroistico dopo Anno uno, dedicandosi ad altri progetti, anche indipendenti: dopo un paio d'anni di pausa dai comics, in cui, dopo aver studiato il lavoro di altri artisti ed essersi dedicato anche a stampe e litografie autoproduce tre numeri della rivista Rubber Blanket; partecipa con storie brevi in numerose antologie; collabora con l'artista Paul Karasik alla trasposizione grafica di Città di vetro dello scrittore Paul Auster (1994). Come illustratore ha collaborato con il The New Yorker, disegnando pagine interne e copertine.
In seguito ha messo a punto diversi progetti che hanno ricevuto riconoscimenti critici importanti: il suo inconfondibile stile si rivede nel 2000 nelle pagine di The Fisherman and the Sea Princess, pubblicata nell'antologia per bambini di Art Spiegelman e Francoise Mouly Little Lit: Folklore & Fairy Tale Funnies.
Nel 2009 viene pubblicato il graphic novel Asterios Polyp, a cui ha lavorato per una decina d'anni, in Italia edito da Coconino.
Mazzuchelli vive a New York dove si dedica anche all'insegnamento presso la School of Visual Arts.